# The Studio Albums 1990-2009
The Studio Albums 1990-2009 è un boxset del gruppo musicale statunitense Green Day, pubblicato nel 2012. La raccolta contiene gli otto album studio (in formato CD) pubblicati dall'inizio della loro carriera fino al 2009: 1,039/Smoothed Out Slappy Hours, Kerplunk, Dookie, Insomniac, Nimrod, Warning:, American Idiot e 21st Century Breakdown.

## Tracce
Tutte le tracce sono state scritte da Billie Joe Armstrong, eccetto dove indicato:
Da 1,039/Smoothed Out Slappy Hours:
1. At the Library – 2:27
2. Don't Leave Me – 2:39
3. I Was There – 3:36 (testo: John Kiffmeyer)
4. Disappearing Boy – 2:52
5. Green Day – 3:29
6. Going to Pasalacqua – 3:31
7. 16 – 3:24
8. Road to Acceptance – 3:36
9. Rest – 3:06
10. The Judge's Daughter – 2:35
11. Paper Lanterns – 2:25
12. Why Do You Want Him? – 2:33
13. 409 in Your Coffeemaker – 2:54
14. Knowledge – 2:20 (testo e musica: Operation Ivy) – cover degli Operation Ivy
15. 1,000 Hours – 2:26
16. Dry Ice – 3:45
17. Only of You – 2:46
18. The One I Want – 3:01 (testo: Billie Joe Armstrong, Mike Dirnt)
19. I Want to Be Alone – 3:09

Da Kerplunk:
1. 2000 Light Years Away – 2:25 (musica: Green Day, Jesse Michaels, Pete Rypins, Dave "E.C." Henwood)
2. One for the Razorbacks – 2:30
3. Welcome to Paradise – 3:31
4. Christie Road – 3:31
5. Private Ale – 2:26
6. Dominated Love Slave – 1:42 (testo: Tré Cool)
7. One of My Lies – 2:18
8. 80 – 3:40
9. Android – 3:01
10. No One Knows – 3:40
11. Who Wrote Holden Caulfield? – 2:43
12. Words I Might Have Ate – 2:31

Da Dookie:
1. Burnout – 2:07
2. Having a Blast – 2:45
3. Chump – 2:54
4. Longview – 4:00
5. Welcome to Paradise – 3:44
6. Pulling Teeth – 2:31
7. Basket Case – 3:04
8. She – 2:14
9. Sassafras Roots – 2:37
10. When I Come Around – 2:59
11. Coming Clean – 1:34
12. Emenius Sleepus – 1:44 (testo: Mike Dirnt)
13. In the End – 1:47
14. F.O.D. (Fuck Off and Die) – 5:48 – contiene la traccia fantasma All By Myself, scritta e cantata da Tré Cool

Da Insomniac:
1. Armatage Shanks – 2:17
2. Brat – 1:43
3. Stuck with Me – 2:16
4. Geek Stink Breath – 2:16
5. No Pride – 2:20
6. Bab's Uvula Who? – 2:07
7. 86 – 2:48
8. Panic Song – 3:35 (testo: Mike Dirnt, Billie Joe Armstrong)
9. Stuart and the Ave – 2:04
10. Brain Stew – 3:13
11. Jaded – 1:31
12. Westbound Sign – 2:13
13. Tight Wad Hill – 2:00
14. Walking Contradiction – 2:30

Da Nimrod:
1. Nice Guys Finish Last – 2:49
2. Hitchin' a Ride – 2:51
3. The Grouch – 2:12
4. Redundant – 3:17
5. Scattered – 3:02
6. All the Time – 2:10
7. Worry Rock – 2:27
8. Platypus (I Hate You) – 2:21
9. Uptight – 3:04
10. Last Ride in – 3:47
11. Jinx – 2:12
12. Haushinka – 3:25
13. Walking Alone – 2:45
14. Reject – 2:05
15. Take Back – 1:09
16. King for a Day – 3:14
17. Good Riddance (Time of Your Life) – 2:34
18. Prosthetic Head – 3:38

Da Warning:
1. Warning – 3:42
2. Blood, Sex and Booze – 3:34
3. Church on Sunday – 3:19
4. Fashion Victim – 2:49
5. Castaway – 3:53
6. Misery – 5:06
7. Deadbeat Holiday – 3:35
8. Hold On – 2:57
9. Jackass – 2:43
10. Waiting – 3:14
11. Minority – 2:49
12. Macy's Day Parade – 3:34

Da American Iidot:
1. American Idiot – 2:57
2. Jesus Of Suburbia – 9:07
3. Holiday – 3:52
4. Boulevard of Broken Dreams – 4:20
5. Are We the Waiting – 2:42
6. St. Jimmy – 2:55
7. Give Me Novacaine – 3:25
8. She's a Rebel – 2:05
9. Extraordinary Girl – 3:33
10. Letterbomb – 4:06
11. Wake Me Up When September Ends – 4:45
12. Homecoming – 9:18
13. Whatsername – 4:12

Da 21st Century Breakdown:
1. Song of the Century – 0:58

- Act I – Heroes and Cons

1. 21st Century Breakdown – 5:09
2. Know Your Enemy – 3:11
3. ¡Viva la Gloria! – 3:31
4. Before the Lobotomy – 4:37
5. Christian's Inferno – 3:07
6. Last Night on Earth – 3:57

- Act II – Charlatans and Saints

1. East Jesus Nowhere – 4:35
2. Peacemaker – 3:24
3. Last of the American Girls – 3:51
4. Murder City – 2:54
5. ¿Viva la Gloria? (Little Girl) – 3:48
6. Restless Heart Syndrome – 4:20

- Act III – Horseshoes and Handgrenades

1. Horseshoes and Handgrenades – 3:14
2. The Static Age – 4:17
3. 21 Guns – 5:21
4. American Eulogy – 4:26
5. See The Light – 4:36

## Formazione
- Billie Joe Armstrong - voce, chitarra e pianoforte
- Mike Dirnt - basso e cori
- Tré Cool - batteria
- John Kiffmeyer - batteria in 1,039/Smoothed Out Slappy Hours